# ون جانگ
وِن جانگ (چینی: 文章؛ زادهٔ ۲۶ ژوئن ۱۹۸۴) یک بازیگر اهل چین است. ون در سال ۲۰۱۳ در فهرست ۱۰۰ چهره مشهور چینی فوربس رتبه ۵۸ و در سال ۲۰۱۴ رتبه ۴۵ را کسب کرد.

از فیلم‌هایی که وی در آن نقش داشته‌است، می‌توان از اقیانوس بهشت، جادوگر و مار سفید، سفر به غرب: چیرگی بر ارواح خبیث، علائم خشم، پری دریایی (فیلم ۲۰۱۶)|، لیگ خدایان و گنگ شو دائو نام برد.